# Johannes Christian Johansen
Johannes Christian Johansen (født 4. januar 1878 i Vestermark ved Viborg, død 21. juni 1949 i Løgstrup) var en dansk husmand og politiker.
Han var søn af arbejdsmand Søren Christensen (død 1900) og Marie Johansen (død 1932), var på højskoleophold på Vestbirk Højskole i vinteren 1899-1900 og var statshusmand i Kvosted fra 1908 til 1932, hvorefter han flyttede til Løgstrup. Han blev gift 20. december 1904 med Kirstine Christensen (født 13. februar 1871), datter af landpost Morten Christensen (død 1883) og hustru Mette Marie født Jakobsen (død 1921). Johansen og hustru var nære venner af digteren Jeppe Aakjær, og da Johansen i 1913 for første gang stillede op til rigsdagskandidat for Socialdemokratiet, var det med Aakjærs officielle støtte. Alligevel blev han ikke valgt. Til gengæld blev han i 1917 medlem af det lokale sogneråd, hvor han sad til 1921 og atter fra 1929 til 1932. Efter sin flytning blev han medlem af Vorde-Fiskbæk-Romlund Sogneråd fra 1937 til 1943. Først i 1918 blev han valgt ind i Rigsdagen som socialdemokratisk landtingsmand, og da han i 1948 havde været der i 30 år, måtte han gå af på grund af alder. På tinge var han medlem af Ligningsrådet fra 1938 og af Toldrådet fra 1946.
Johansen var tillige formand for Taarup socialdemokratiske Forening 1910-32, for Moesgaard Afholdsforening 1913-23, for Løvelkredsens socialdemokratiske Kredsorganisation fra 1933 og for Grundforbedringsudvalget for Viborg Amt, medlem af bestyrelsen for Taarup-Kvols-Borris Kommunes Hjælpekasse 1914-17 og af bestyrelsen for Det danske Hedeselskab fra 1935. 
I juni 1949 døde Johannes Christian Johansen i sit hjem i Løgstrup. Sigfred Jensen, der var Løvelkredsens formand, tog initiativ til at samle penge ind til en mindesten, og ved afsløringen den 25. juni 1950 holdt han afsløringstalen, og forhenværende folketingsmand, redaktør A.C. Mortensen holdt mindetalen.
På stenen står der: "Husmand Johs. Chr. Johansen, f. 4-1-1878 d. 21-6-1949. Medlem af landstingen [sic] 1918 – 1948. Du slog ingen tallerkener mod væg, ingen så dig med fråde i skæg. Gik i kampen foruden larm, sejred ved troskab mer end harm. Jeppe Aakjær 1929. Rejst af småkårsfolk i Viborg amt." Verslinjerne stammer fra en sølvbryllupssang, som Jeppe Aakjær skrev til ægteparret Johansen.